# Anke Borowikow
Anke Borowikow est une ancienne joueuse allemande de volley-ball née le 13 décembre 1986 à Berlin. Elle mesure 1,86 m et jouait au poste de centrale. 

## Clubs
| Club             | De        | À         |
| ---------------- | --------- | --------- |
| USC Braunschweig | 2002-2003 | 2005-2006 |
| Bayer Leverkusen | 2006-2007 | 2006-2007 |
| NA Hamburg       | 2007-2008 | 2008-2009 |
| 1. VC Wiesbaden  | 2009-2010 | 2010-2011 |
| Alemannia Aachen | 2011-2012 | 2012-2013 |

## Palmarès
- Championnat d'Allemagne
  - Finaliste : 2008.
- Coupe d'Allemagne
  - Finaliste : 2010.